# 菊水駅
菊水駅（きくすいえき）は、北海道札幌市白石区菊水2条2丁目にある、札幌市営地下鉄東西線の駅。駅番号はT11、副駅名は「ホシザキ北海道前」。

## 歴史
- 1976年（昭和51年）6月10日：琴似駅 - 白石駅間開業に伴い、設置
- 2006年（平成18年）3月22日：エレベータ設置・供用開始
- 2008年（平成20年）11月26日：可動式ホーム柵が稼働開始[1]
- 2024年（令和6年）12月1日：副駅名「ホシザキ北海道前」を設定し、駅名標の上に看板が設置された。掲出から2年半の間表示される。

## 駅構造
2面2線の相対式ホームである。行き先別に改札が分かれており、エレベーターもそれぞれに設置されている。出入口が6ヶ所あるが、防犯の都合上、駅事務室から離れている4～6番出入口は22時30分以降閉鎖される。白石方に片渡り式転轍機があり、緊急時に列車を折り返すことが可能。地上へのエレベーターは3番出入口の横、トイレに挟まれた部分に乗り場がある。
バスセンター前駅方に豊平川の異常出水の際にホームの水没を防ぐ防水扉が設けられている。

### のりば
| ホーム | 路線   | 行先                 |
| ------ | ------ | -------------------- |
| 1      | 東西線 | 白石・新さっぽろ方面 |
| 2      | 東西線 | 大通・宮の沢方面     |

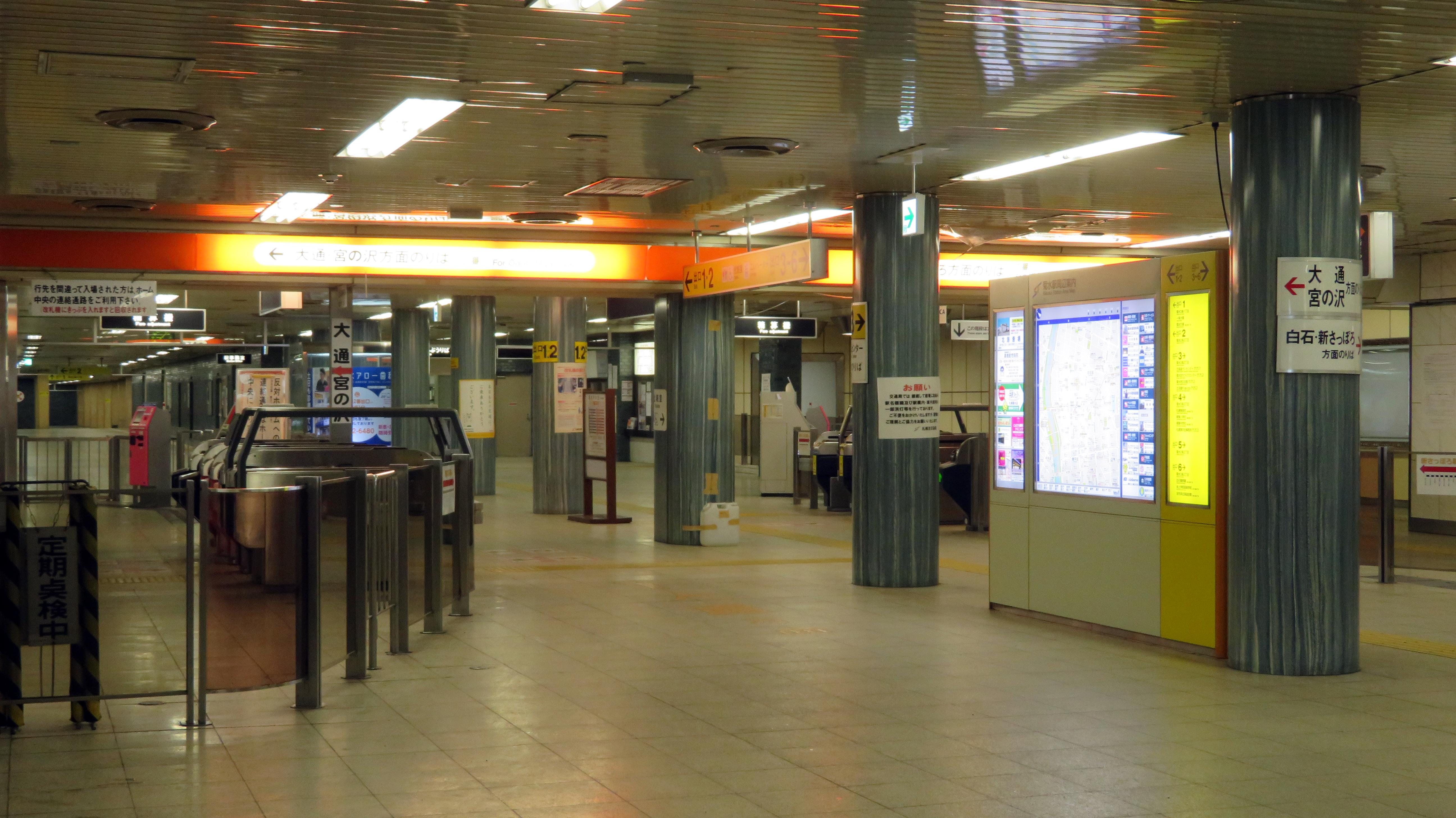
改札口
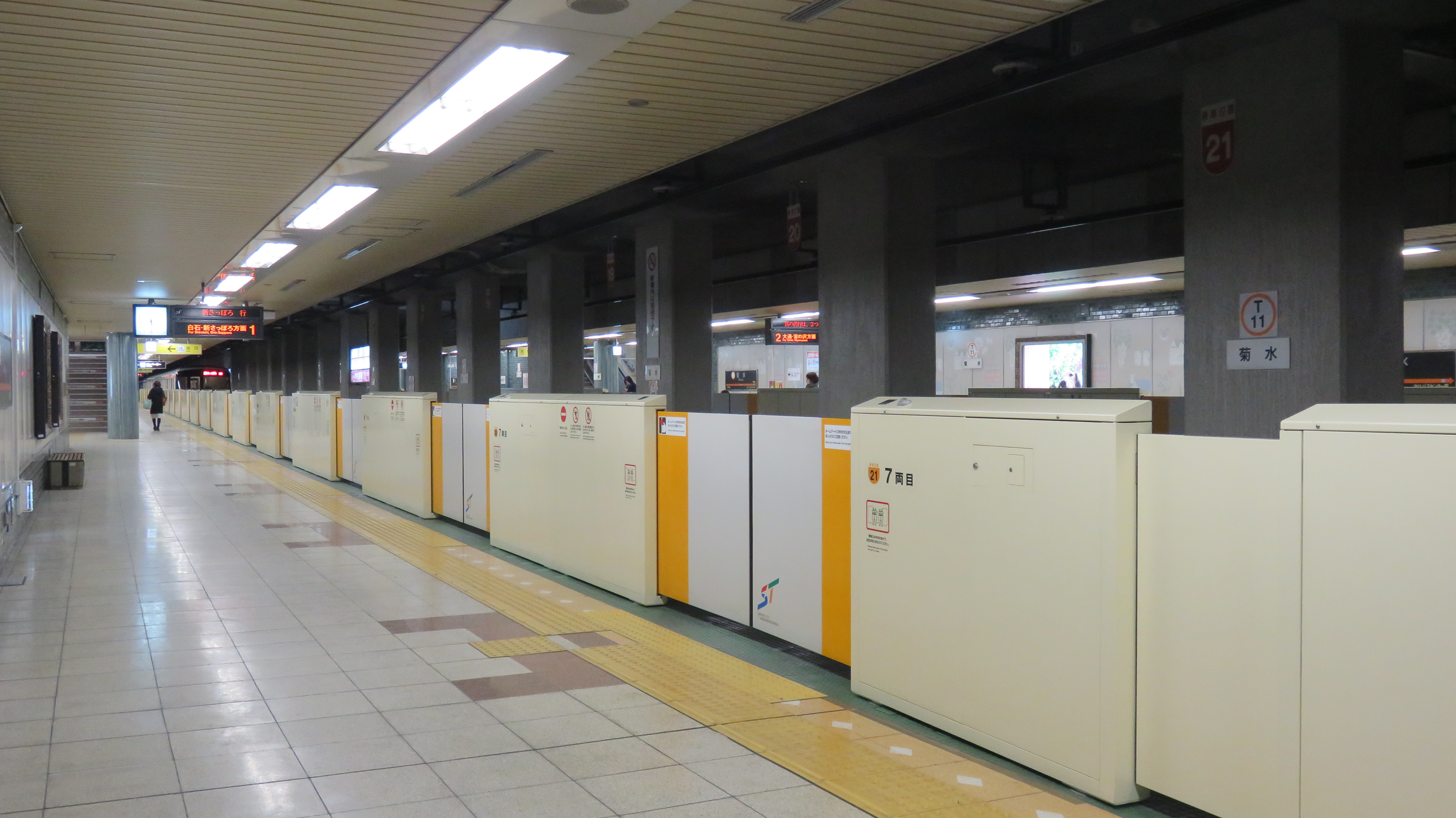
ホーム
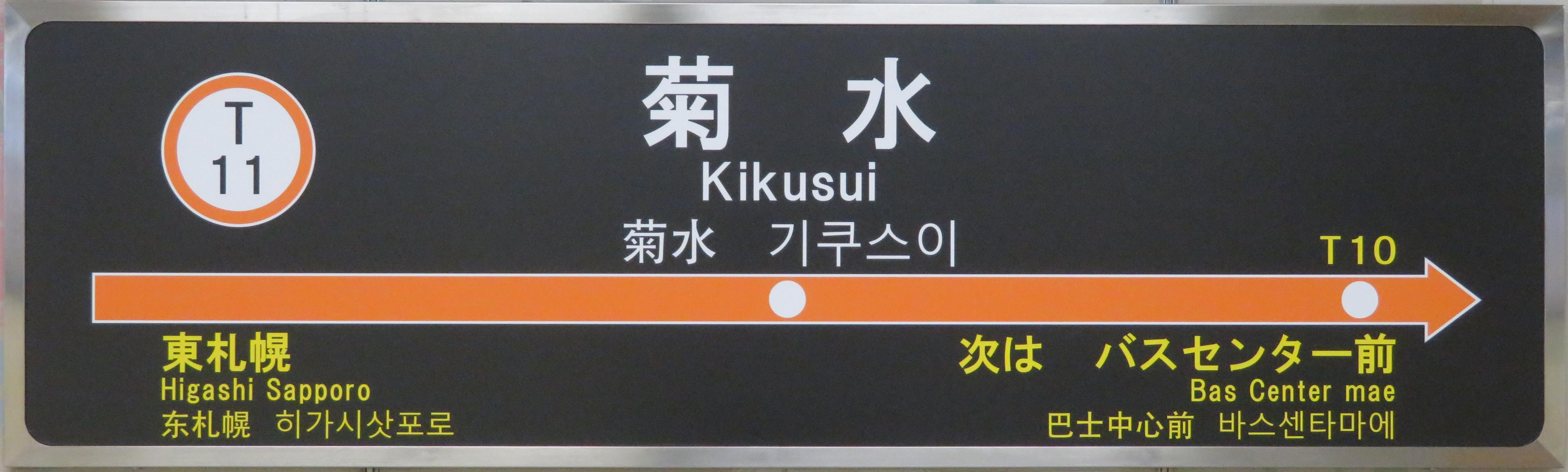
駅名標

## 利用状況
札幌市交通局によると、2020年度の一日平均乗車人員は8,854人であった。
近年の1日平均乗車人員の推移は以下のとおりである。
| 年度   | 1日平均 乗車人員 | 出典  |
| ------ | ---------------- | ----- |
| 2009年 | 8,881            | [ 3 ] |
| 2010年 | 8,964            | [ 3 ] |
| 2011年 | 9,153            | [ 4 ] |
| 2012年 | 9,477            | [ 4 ] |
| 2013年 | 9,798            | [ 4 ] |
| 2014年 | 10,062           | [ 4 ] |
| 2015年 | 10,383           | [ 4 ] |
| 2016年 | 10,749           | [ 5 ] |
| 2017年 | 11,130           | [ 5 ] |
| 2018年 | 11,230           | [ 6 ] |
| 2019年 | 11,063           | [ 6 ] |
| 2020年 | 8,854            | [ 7 ] |

## 駅周辺
中規模の商業地域。駅に面している通りは南1条通に通じている。
- 国道36号
- 一条大橋
- 白石警察署
- 白石警察署菊水交番
- 札幌菊水三条郵便局
- 北洋銀行菊水支店
- 札幌パリ
- スーパーアークス 菊水店
- マックスバリュ菊水店
- 国立病院機構北海道がんセンター
- 勤医協札幌病院
- 北海道札幌東高等学校
- 菊水円形歩道橋
- 北海道情報専門学校
- 札幌東年金事務所
- 札幌市役所菊水分庁舎
- 札幌市立幌東小学校
- 札幌市立幌東中学校

## バス路線
2022年（令和4年）4月1日現在。全ての路線がジェイ・アール北海道バス空知線。
- バ5・5・菊7・7 米里線：白陵高校前
- バ5：バスセンター
- 5：JR札幌駅（札幌駅バスターミナル）
- 7：JR札幌駅

## その他
- 当駅から白石駅までの間で、6000形試作車を使った試運転が、琴似駅 - 白石駅間開通まで行われていた。
- 地下の施設が広めであることから、ドラバラ鈴井の巣「雅楽戦隊ホワイトストーンズ」(HTB)では菊水駅でもアクションシーンを撮影している。
- 駅スタンプは菊水駅のイニシャルKの中に菊水円形歩道橋が描かれている[9]。

## 隣の駅
札幌市営地下鉄
 東西線
バスセンター前駅 (T10)　- 菊水駅 (T11) - 東札幌駅 (T12)